# 斑鰭鸚嘴魚
斑鰭鸚嘴魚，為輻鰭魚綱鱸形目隆頭魚亞目鸚哥魚科的其中一種，分布於南太平洋區，從澳洲大堡礁至皮特凱恩群島海域，棲息深度3-15公尺，體長可達19公分，棲息在水淺的珊瑚礁海域，以藻類為食。